# Кулен Вакуф
Кулен Вакуф је насељено мјесто у граду Бихаћу, Федерација Босне и Херцеговине, БиХ. Удаљено је око 40 километара од Бихаћа према Босанском Петровцу.
У Кулен Вакуфу је 1776. рођен Мехмед-бег Куленовић (Кулин-капетан).

## Становништво
| Националност       | 1991.        | 1981.        | 1971.        |
| Муслимани          | 770 (72,43%) | 693 (67,74%) | 819 (77,33%) |
| Срби               | 182 (17,12%) | 185 (18,08%) | 214 (20,20%) |
| Хрвати             | 3 (0,28%)    | 7 (0,68%)    | 6 (0,56%)    |
| Југословени        | 99 (9,31%)   | 135 (13,19%) | 7 (0,66%)    |
| остали и непознато | 9 (0,84%)    | 3 (0,29%)    | 13 (1,22%)   |
| Укупно             | 1.063        | 1.023        | 1.059        |

## Историја

### Други свјетски рат
На подручју Кулен Вакуфа тешко су страдала многа села. Усташе су из Штрпца, Кестеновца, Рушевића и Сеоца убиле 66 људи, из Калете 159, из Гечета и Палучака 39, из Рајиновца 84, из Острвице 37, из Орашца 35, из Кулен-Вакуфа 42. У том усташком покољу на подручју испоставе Кулен-Вакуф укупно је убијено 597 мушкараца, жена и деце, док је 37 одведено у Бихаћ и тамо убијено.
По подацима које је група муслимана из Бањалуке прикупила и упутила министрима муслиманима у Павелићевој влади, до половине септембра 1941. године на подручју Кулен-Вакуфа и у околини усташе су убиле 950 Срба (мушкараца, жена и деце).